# HeyMoritz
HeyMoritz, bürgerlich Moritz Schirdewahn, (* 6. Juni 2002 in Regensburg) ist ein deutscher Youtuber und Webvideoproduzent, der insbesondere Vlogs auf dem Videoportal YouTube veröffentlicht und Twitch live streamt.

## Leben
Als Hobby gründete HeyMoritz, der in Rheine aufwuchs, im Alter von neun Jahren am 20. Februar 2012 den gleichnamigen YouTube-Kanal. Sein erstes Video, in dem er Nintendo-3DS-Spiele zeigte, veröffentlichte er im Alter von zehn Jahren. Im weiteren Verlauf seines Kanals veröffentlichte er Gamingvideos, vor allem über das Videospiel Minecraft.
Ab dem 17. Mai 2013 betrieb Moritz Schirdewahn mit mehreren Freunden den YouTube-Kanal TheDoubleLOL's. Lang wurde der Kanal nicht betrieben, das letzte Video wurde am 15. September 2013 veröffentlicht da er an Depressionen litt. Mit Stand 2021 sind nur zwei Videos noch abrufbar. Alle anderen wurden auf privat gestellt.
Ab September 2017 veröffentlichte er sogenannte „DailyVlogs“, welche er am selben Tag aufnimmt, schneidet und veröffentlicht.
Als 10.000-Abonnenten-Special drehte er einen Vlog in der Schule. Der Vlog verzeichnet mittlerweile auf YouTube über eine Million Aufrufe (Stand: August 2020). Ende April 2018 erschien eine Reaktion auf ein Cover aus dem Jahr 2014 des englischen Songs People Help The People der Sängerin Birdy, das im Anschluss hochgeladen und selbst über 2 Millionen Mal abgerufen wurde (Stand: August 2021). Am 26. Mai 2018 veröffentlichte er eine Parodie auf den Song Dicke Lippen von Katja Krasavice. Aktuell hat das Musikvideo über 17 Millionen Aufrufe (Stand: April 2021) auf YouTube.
Ab 2018 spielte er in der Fernsehserie Spotlight als Tim mit. 2019 spielte er im Film Misfit als Maxi mit.
Am 10. September 2019 verkündete er in einem Video, dass er die DailyVlog-Reihe beenden wird. Mit 600 Ausgaben gehört er zu den umfangreichsten Daily Vlogs in der deutschen Szene. Er beendete die DailyVlog-Reihe mit dem Song Jeden Tag, der am 13. September 2019 erschien. Mittlerweile hat er aber wieder angefangen und ist bei über 1000 DailyVlogs (Stand 2024). Im April wurde HeyMoritz bei den Kids’ Choice Awards in den Kategorien Lieblings-Social-Media-Star – The New Generation sowie Lieblings-Duo mit seiner Schwester nominiert. Am 30. September 2020 wirkte er beim fünftägigen Charity-Live-Event YouTopia mit. Seit Oktober 2020 führt HeyMoritz mit Julia Beautx im Auftrag von Obi einen DIY-YouTube-Kanal.
Ende 2020 war er in der Webserie Das Internat zu sehen. Am 18. Juli 2021 veröffentlichte er sein drittes Musikvideo mit dem Namen Matrix Film. Etwa einen Monat später, am 13. August 2021, erschien sein viertes Musikvideo.
Im Sommer 2022 brachte er in Kooperation mit Kaufland seine eigene Kaugummimarke HeyyyGum! auf den Markt und seit November 2024 ist dieser auch in Österreich erhältlich. Die Kaugummis gibt es in 8 Geschmacksrichtungen Cola, Sour Apple, Berry Boom, Watermelon, Tropical, Spearmint, Pina Coco und Exotic, die teilweise auf Geschäfte und oder Jahreszeiten limitiert sind.

## Filmografie
- 2018–2020, 2022: Spotlight (Fernsehserie)
- 2019: Misfit
- 2020: Verstehen Sie Spaß? Kids[25]
- 2020: Das Internat (Webserie, 4 Folgen)
- 2020: SpongeBob Schwammkopf: Eine schwammtastische Rettung (Stimme vom jungen Thaddäus Tentakel)[26]

## Diskografie

### Singles
- 2021: Matrixfilm (We Love Social GmbH)
- 2021: Sommerzeit (We Love Social GmbH)
- 2022: Schneller als der Blitz (We Love Social GmbH)

### Musikvideos
- 2018: Dicke Klippen
- 2019: Jeden Tag
- 2021: Matrix Film
- 2021: Sommerzeit
- 2022: Schneller als der Blitz